# Korsholm (vid Lemlaxön, Pargas)
För andra betydelser, se Korsholm (olika betydelser).
Korsholm är en ö i Finland. Den ligger i Skärgårdshavet och i kommunen Pargas i den ekonomiska regionen  Åboland i landskapet Egentliga Finland, i den sydvästra delen av landet. Ön ligger omkring 23 kilometer söder om Åbo och omkring 140 kilometer väster om Helsingfors.
Öns area är 1 hektar och dess största längd är 120 meter i nord-sydlig riktning.